# 농민당 (대만)
농민당(중국어: 農民黨, 영어: Taiwan Peasant Party)은 중화민국의 중도좌파 정당이다.

## 개요
정치 이념에 관계없이, 농민의 이익을 대변하기 위해서 1989년에 창당되었다. 민주진보당 집권기에 실행된 신자유주의 정책에 의해 농민들의 생계가 위협당하면서 반-국민당, 반-민주진보당 행보를 이어나가고 있다. 전체적인 이념상으로는 중도파에 해당하는 민주진보당에 비해 진보적인 것 외에는 크게 다른 점이 없는 정당이며, 범록연맹의 주장과 같이, 타이완의 정치적 독립을 지지한다.

## 같이 보기
- 민주진보당